# محمد ولد عبد الفتاح
محمد ولد عبد الفتاح سياسي وخبير موريتاني يشغل حالياً منصب وزير النفط والطاقة منذ أغسطس 2016.
ولد سنة 1975 في روصو جنوب موريتانيا، درس الابتدائية في داكار حيث كانت أسرته تسكن هناك والتي عادت إلى موريتانيا أيام أحداث 1989 ليواصل دراسته في نواكشوط.
بعد حيازته على باكلوريا شعبة الرياضيات نجح في مسابقة «افاك» ليلتحق بجامعة نيس الفرنسية ويتخرج بعدها دكتورا في المعلوماتية من جامعة باريس 11.
بعد عودته إلى موريتانيا عمل في شركة توتال وكان من المساهمين في مشروع بطاقة التعريف الوطنية التابع للوكالة الوطنية لسجل السكان والوثائق المؤمنة.
وفي سنة 2009 اتصلت به إدارة حملة محمد ولد عبد العزيز وهي الفترة التي تعرف فيها على الرئيس المنتخب حينها وعينه بعد سنوات على شركة سوماغاز.

## السيرة الذاتية

### الشهادات
- دبلوم دكتوراه في المعلوماتية من جامعة باريس 11 سنة 2005.
- ماجستير في المعلوماتية من جامعة نانسي سنة 2000.
- شهادة الدراسات الجامعية العامة في المعلوماتية من جامعة نيس سنة 1996.

### الخبرة المهنية
- وزير الطاقة والمعادن من أغسطس 2016 حتى الآن.
- من يونيو 2010 وحتى اليوم، عضو لجنة الإشراف بالوكالة الوطنية لسجل السكان والوثائق المؤمنة[3]
- من يناير 2016 إلى أغسطس 2016 مديرا عاما لشركة سوماغاز.
- من ديسمبر 2015 إلى يناير 2016 ممثلا لشركة «استرلينغ انيرجي» في موريتانيا.
- من يناير 2006 إلى ديسمبر 2016 استشاري لشركة توتال موريتانيا.
- من مارس 2010 عضو اللجنة الخاصة بالاشراف على الهيئة المكلفة بتجهيز وتأمين وثائق الهوية الوطنية.